# Trg Sukhbaatar
Trg Sükhbaatar (mongolsko Сүхбаатарын талбай, latinizirano: Sükhbaataryn talbai) je osrednji trg Ulan Batorja, glavnega mesta Mongolije. Trg je bil imenovan po mongolskem revolucionarnem junaku Damdinu Sükhbaatarju po njegovi smrti leta 1923, v središču pa je njegov monumentalni konjeniški kip.
Vladna palača stojia severno od trga in ima veliko stebrišče s kipoma Džingiskana v središču, z Ögedej kanom in Kublajkanom na levi in desni. Osrednji kip Džingiskana obdajata Bo'orču in Mukali.
Ime trga je bilo leta 2013 v čast Džingiskanu spremenjeno v Čingisov trg (mongolsko Чингисийн талбай, izgovorjeno Čingisiin Talbai), vendar je bilo prvotno ime obnovljeno leta 2016.

## Stavbe
Vladna palača (zgrajena leta 1951 na mestu, kjer je bilo prej narodno gledališče ali Gledališče z zeleno kupolo) dominira na severni strani trga. Pred njo stoji velik kolonadni spomenik Džingiskanu, Ögedej kanu in Kublajkanu, dokončan leta 2006, pravočasno za 800. obletnico kronanja Džingiskana. Pred rušenjem leta 2005 je Sükhbaatarjev mavzolej, nekdanje grobišče Damdina Sükhbaatarja in Khorloogiina Čojbalsana, zasedal območje tik pred vladno palačo. Na zahodni strani trga je sedež banke Ulaanbaatar, stavba mestne uprave Ulaanbaatar, ki jo domačini zaradi temne zunanjosti pogosto imenujejo Zvezda smrti, sedež banke Golomt, stavba mongolske borze (prej kino Eldev-Ochir: 1946–1948), stavba mongolskih telekomunikacij in centralna pošta. Vzhodno stran trga obdajata stavba Centralne kulturne palače ter državna baletna in operna hiša, zgrajena med letoma 1946 in 1948, ter Centralni stolp, nebotičnik iz stekla in kovine, dokončan leta 2008. Vzhodno od vladne palače, na severovzhodnem vogalu trga, stoji nekdanji dom državne tiskarne, bela dvonadstropna stavba, ki jo je v 1920-ih zasnoval nemški arhitekt Kavel Maher, ki je bila leta 2018 ponovno odprta kot nakupovalno središče Galleria Ulaanbaatar. Na jugu stoji stara stavba Leninovega kluba (zgrajena leta 1929), ki se nahaja tik ob sodobnem nebotičniku Blue Sky Tower v obliki jadra. Poleg osrednjega spomenika Sükhbaatarju je po obodu trga razporejenih še več drugih kipov, vključno s kipom nekdanjega predsednika Jamsrangiina Sambuuja na severozahodnem vogalu in kipom ubitega revolucionarnega voditelja Sanjaasürengiina Zoriga na drugi strani križišča na jugozahodnem vogalu (pred glavno pošto).

## Zgodovina

### Rumena palača
Skozi konec 19. in začetek 20. stoletja je bilo območje današnje vladne palače in javnega trga večinoma zasedano s kompleksom templja, samostana in palače (Rumena palača ali шар ордон), ki je služil kot uradna rezidenca mongolskega duhovnega voditelja, Jebtsundamba Khutughtuja. Tempelj in njegova okolica sta se imenovala Zuun Khuree ali Vzhodni samostan, da bi se razlikovala od samostana Gandan in okoliških naselij na zahodu. Južno od tempeljskega kompleksa je polje na prostem, ki je bilo z vseh strani obdano z grobo obrezanimi lesenimi ograjami in molitvenimi kolesi. Onkraj njega so stali templji, rezidence plemstva in duhovščine ter tržnice Baruun Damnuurchin. Na južnem koncu trga je stal rdeč cesarski lok z zelenimi strešniki, postavljen leta 1883. Tam so pogosto uprizarjali mongolsko rokoborbo in plese Tsam v prisotnosti plemičev in duhovščine. Sčasoma se je trg spremenil v odlagališče odpadkov rastočega mesta. Bogd Kan je včasih hodil po njegovem robu v svoji kraljevi procesiji.
Tempeljski kompleks je bil porušen po mongolski revoluciji leta 1921. Leta 1923 je bil osrednji trg poimenovan v čast mongolskega revolucionarnega junaka Damdina Sukhbaatarja po njegovi smrti istega leta. Časopis Izvestiya Ulanbator khoto je 15. julija 1925 poročal, da so »v skladu z mongolsko tradicijo četrto obletnico ljudske revolucije praznovali z shodi na trgu, posvečenem D. Sukhbaatarju«. Sedanji kip Sukhbaatarja na konju je leta 1946 ustvaril kipar Sonomin Choimbol (1907–1970) in stoji na mestu, kjer naj bi Sukhbaatarjev konj uriniral med shodom 8. julija 1921, na katerem so slavili zmago revolucije leta 1921. Uriniranje Sukhbaatarjevega konja je veljalo za dober znak, zato je mož z imenom Bonehead Gavaa na tem mestu zakopal obeležje. Leta 1946 je Khorloogiin Čoibalsan dal tlakovati trg in izkopati obeležje ter izbral to mesto za Sukhbaatarjev kip.

### Narodno gledališče
Leta 1926 je bilo nad ruševinami tempeljskega kompleksa zgrajeno Narodno gledališče, znano tudi kot Gledališče z zeleno kupolo. Tam so uprizarjali mongolske opere in drame, vključno z deli priznanega mongolskega dramatika Dashdorjiina Natsagdorja. Gledališče je gostilo tudi strankarske konference, med veliko čistko 1937–1939 pa je bilo prizorišče insceniranih procesov, na katerih so bile številne žrtve obsojene na smrt.

### Vladna palača in Sukhbaatarjev mavzolej
Potem ko je bilo gledališče leta 1949 uničeno v požaru, je mongolski voditelj Horloogiin Čojbalsan leta 1951 odredil gradnjo Vladne palače na njegovem mestu, kjer stoji še danes. Leta 1954 je bil zgrajen mavzolej za mongolskega narodnega junaka Damdina Sukhbaatarja, deloma zato, da bi ohranili kult osebnosti enega od ustanoviteljev naroda. Zgrajen po vzoru Leninovega mavzoleja v Moskvi je stal na severni strani trga tik pred Vladno palačo. Sukhbaatarjevi posmrtni ostanki so bili izkopani s pokopališča Altan Ulgii in julija 1954 preneseni v mavzolej, kmalu zatem pa so bili v mavzolej preneseni tudi posmrtni ostanki Čojbalsana, ki je umrl leta 1952.
V mongolskem socialističnem obdobju je bil trg Sukhbaatar prizorišče letnih civilnih, mladinskih in vojaških parad do leta 1989, pri čemer so voditelji strank in vlade stali na vrhu mavzoleja Sukhbaatar, da bi si ogledali parade 1. maja, 11. julija in 7. novembra vsako leto. Velike parade so bile organizirane tudi za pomembne obiskovalce, na primer takrat, ko je sovjetski voditelj Leonid Brežnjev leta 1966 uradno obiskal Mongolijo. Trg je bil osrednja točka demokratične revolucije leta 1990, kjer so potekale množične demonstracije in gladovne stavke. Trg Sukhbaatar je bil tudi prizorišče nasilnih nemirov 1. julija 2008, ko je bilo med protestom proti rezultatom parlamentarnih volitev ustreljenih 5 ljudi, veliko več pa ranjenih. Z opustitvijo socialistične ideologije po demokratični revoluciji in splošnim razvojem mesta kot posledica rasti mongolskega gospodarstva je trg Sukhbaatarjev doživel dramatične spremembe, med katerimi je bila najbolj dramatična odstranitev Sukhbaatarjevega mavzoleja leta 2005 in gradnja kolonadnega spomenika Džingiskanu, ki ga je nadomestil. Med letoma 2005 in 2008 sta bila na robovih trga postavljena dva vidna nebotičnika, najprej Central Towers in nato Blue Sky Tower.

### Spor glede spremembe imena
15. julija 2013 je mestni svet Ulan Batorja, ki ga je takrat nadzorovala Demokratska stranka, glasoval za spremembo imena trga Sukhbaatarjev v Džingiskanov trg v čast Džingiskanu, čigar kip gleda na trg s kolonadnega portika na severni strani trga. Sprememba imena je bil politični manever demokratov, ki so želeli osrednje zbirališče mesta oddaljiti ne le od prejšnjega socialističnega režima, temveč tudi od opozicijske Mongolske ljudske stranke (MPP), ki je predstavljala zapuščino tistega obdobja - Damdin Sükhbaatar je bil eden od ustanoviteljev MPP. Po volilni zmagi MPP junija 2016 je bilo ime trga hitro vrnjeno v Trg Sükhbaatar.

### Trg danes
Danes je trg še vedno prizorišče večjih državnih slovesnosti (vključno s paradami v čast dneva mongolske državne zastave ali mednarodnega dneva mirovnikov Združenih narodov[14]), kulturnih dogodkov, koncertov in razstav. Gostujoči voditelji držav se običajno poklonijo pred kipom Sükhbaatarja.